# ميدان فكتوريا (هونغ كونغ)

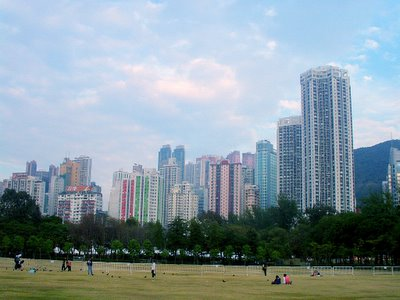
متنزه فكتوريا في هونغ كونغ

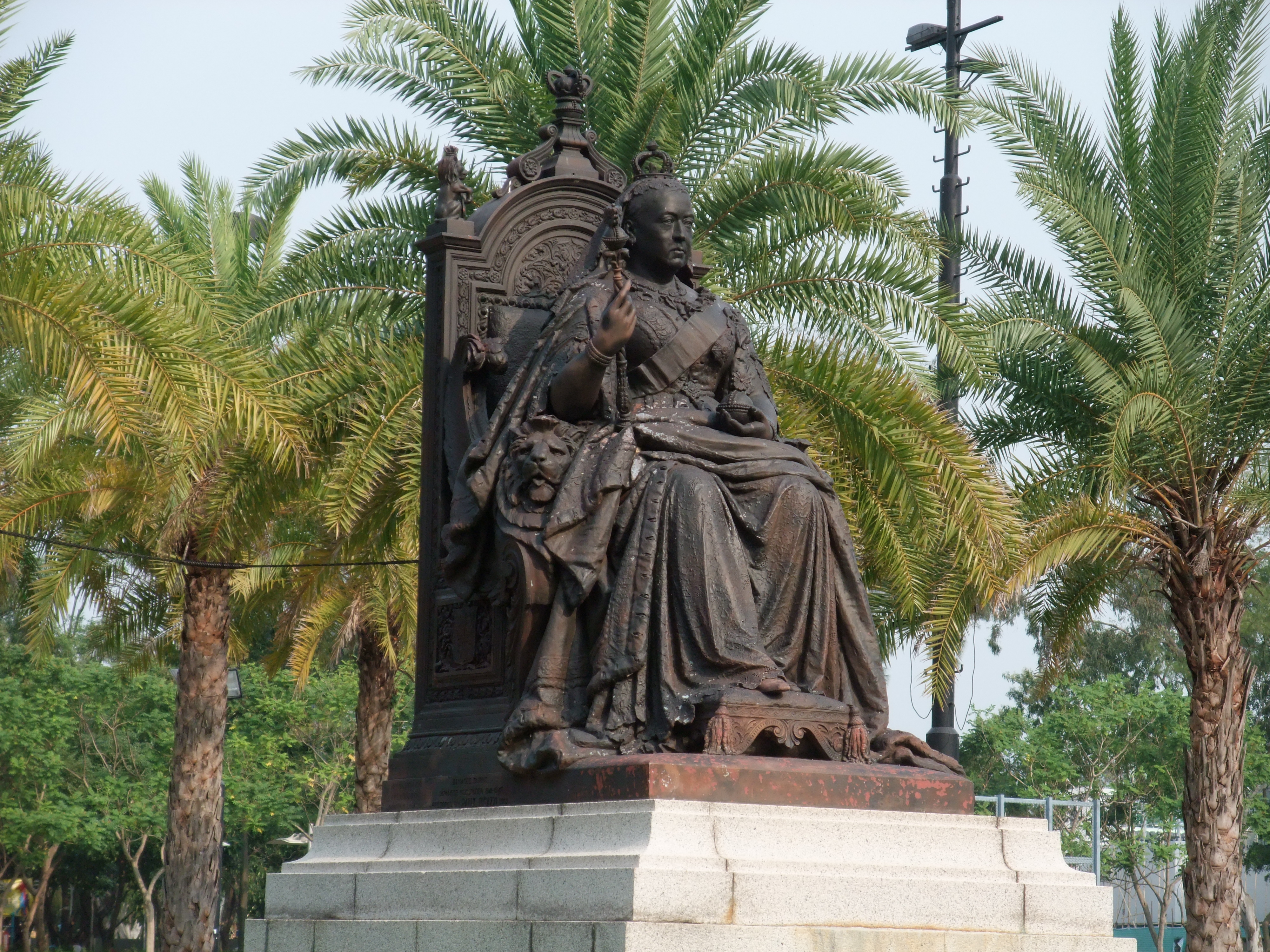
تمثال الملكة فكتوريا

ميدان فكتوريا، هونغ كونغ هي متنزه عام في هونغ كونغ أتت تسميته احتفاء بالملكة فكتوريا. ويقع المتنزه نحو الشمال من جزيرة هونغ كونغ.

## تاريخ الميدان
كانت الساحة الواسعة للمتنزه تستغل سابقاً كملاذ يلجئ إليه أصحاب قوارب الصيد عن هبوب الأعاصير على تلك المنطقة، ولكنه تم إنشاء المتنزه في فترة الخمسينيات ونقل الملاذ نحو الشمال.
ويعد الميدان وجهة معروفة للسكان والعمال المحليين في أيام الأحد وهو يوم الراحة من العمل.

## مزايا الميدان
يحتوي الميدان على تمثال الملكة فكتوريا ويقع التمثال على المدخل الرئيسي للمتنزه. وقد نقل هذا التمثال مع غيره من التماثيل التي وضعتها الدولة الإنجليزية إلى اليابان وذلك بعد سيطرتها على هونغ كونغ إلا أنه تم إعادة التمثال عام 1952 في مكانها الحالي.
ويشتمل المتنزه على ساحات للتنس الأرضي وبرك السباحة وساحات مخصصة للأطفال وغيرها من المرافق.

## وصلات خارجية
- الموقع الرسمي

‌